# 9716 Severina
9716 Severina (1975 UE) là một tiểu hành tinh vành đai chính được phát hiện ngày 27 tháng 10 năm 1975 bởi P. Wild ở Zimmerwald.